# Jean-Paul Wolf
Jean-Paul Wolf, né le 7 novembre 1960 à Montreuil-sous-Bois, est un joueur de rugby à XV, qui a joué avec l'équipe de France et l'Association sportive de Béziers Hérault, évoluant au poste de pilier ou de deuxième ligne (1,90 m pour 110 kg). Il a joué à Neuilly-sur-Marne et au stade olympique Rosny (sor).

## Carrière de joueur

### En club
- 1979-1989 : AS Béziers
- 1989-1991 : ES Monteux
- 1991-1993 : Montpellier rugby club
- Entente Servian-Boujan

### En équipe nationale
Il a disputé son premier test match le 8 novembre 1980 contre l'équipe d'Afrique du Sud (âgé à peine de 20 ans et 1 jour, seulement dépassé par Paul Tignol pour le record de précocité en 1re ligne nationale, ce dernier à 19 ans et 8 jours en 1953), et le dernier contre l'équipe d'Angleterre, le 20 février 1982.
Le 15 mai 1981, il joue le deuxième match de l'histoire des Barbarians français contre Crawshay's à Clermont-Ferrand. Les Baa-Baas l'emportent 34 à 4.

## Palmarès

### En club
- Champion de France (Bouclier de Brennus) (4): 1980, 1981, 1983 et 1984 (seules les 2 dernières finales voient sa participation)
- Finaliste du Challenge Yves du Manoir (2): 1980 et 1981 (sans jouer les finales)

### En équipe nationale
- Sélections en équipe nationale : 4
- Sélections par année : 2 en 1980, 1 en 1981 et 1 en 1982